# Stereomastis suhmi
Stereomastis suhmi is een tienpotigensoort uit de familie van de Polychelidae. De wetenschappelijke naam van de soort is voor het eerst geldig gepubliceerd in 1878 door Bate.